# Wapen van 's-Heerenberg

Wapen van 's-Heerenberg, officieus ook gebruikt door Bergh

Het Wapen van 's-Heerenberg toont: een "halve rode leeuw, getongd en genageld van goud en gekroond op een zilveren veld, waarvan de zoom in sabel is beladen met drie gouden penningen en het schild gedekt met een gouden kroon". Het wapen is na een gemeentelijke herindeling in 1821 ook gevoerd door Bergh, de opvolger van de gemeente. Het is echter niet officieel aan de gemeente verleend. De beschrijving luidt:
"Van zilver, beladen met een ten halven lijve uitkomende rooden leeuw, gekroond, getongd en genageld van goud, het schild omboord met een zwarten rand waarop drie gouden penningen en zijnde gedekt met een gouden kroon."

## Geschiedenis
Het wapen is afgeleid van de heren van het Land van den Bergh welke daarentegen een hele leeuw voerden met negen penningen. De oudste zegels met dat ontwerp dateren uit de jaren 1207 en 1245. In de eeuwen wijkt het aantal penningen af van elf tot zestien, maar de oudste afbeeldingen geven er negen weer. De wapenbeschrijving maakt geen melding van het aantal bladen van de kroon. Het schijnt dat een vijfbladige markiezenkroon werd toegevoegd bij het toekennen van stadsrechten voor 's Heerenberg en zo is het wapen ook in het register bij de Hoge Raad van Adel afgebeeld.
Na de opheffing van Bergh werd voor de nieuw gevormde gemeente Montferland het gehele wapen van de heren van Bergh gekozen als gemeentewapen.

## Verwante wapens

Het wapen van Millingen aan de Rijn
Het wapen van Didam
Het wapen van Montferland